# Super Mario World
|  | For den opdaterede Game Boy Advance-version, se Super Mario World: Super Mario Advance 2 |
Super Mario World (スーパーマリオワールド Sūpā Mario Wārudo)  er et platformspil udviklet og udgivet af Nintendo. Spillet var en af lanceringstitlerne til Super NES, sammen med Pilotwings og F-Zero. Spillet er også blevet udgivet til Game Boy Advance under navnet Super Mario World: Super Mario Advance 2. Super Mario World blev produceret af Shigeru Miyamoto, og musikken blev komponeret af Koji Kondo.
| computerspil | Spire Denne computerspilsrelaterede artikel er en spire som bør udbygges. Du er velkommen til at hjælpe Wikipedia ved at udvide den. |